# 郑胤伯
郑胤伯（？—？），荥阳郡开封县（今河南省开封市）人，出自荥阳郑氏北祖第二房，是北魏中书博士郑小白的长子。

## 生平
郑胤伯有从政的气度才干，从中书博士升任中书侍郎，转任司空长史，魏孝文帝元宏娶了他的女儿为嫔。郑胤伯外任建威将军、东徐州刺史，转任广陵王元羽征东府长史，兼任齐郡内史，在大鸿胪卿任内去世，谥号简。

## 后魏大鸿胪卿郑胤伯碑
赵明诚《金石录》记载了《后魏大鸿胪卿郑胤伯碑》，他据碑文指出《魏书》中郑胤伯的鸿胪少卿官职是错误的，应以大鸿胪卿为准。

## 家族

### 父母
- 郑小白，北魏中书博士

### 兄弟
- 郑平城，北魏东平原郡太守

### 儿女
- 郑希隽
- 郑幼儒，北魏尚书郎、通直郎、司州别驾
- 郑嫔，魏孝文帝妃嫔